# Uniplacotomia
Uniplacotomia là một lớp động vật hiển vi, bao gồm phần lớn các loài thuộc ngành Placozoa, ngoại trừ Polyplacotoma. Nó được đề xuất vào năm 2022. Nó bao gồm các bộ Trichoplacea, Cladhexea và Hoilungea. Hình thái của cả lớp đều giống nhau, như loài Trichoplax điển hình là các sinh vật phẳng, tròn khác với cấu trúc phân nhánh, đa hình của loài Polyplacotomia.
Mặc dù hình thái là đồng nhất, Uniplacotomia thể hiện một mức độ đa dạng quan trọng về hình thái phân tử, với ít nhất 20 loài ước tính tồn tại.